# 胡納-安貢人口普查區
胡納-安貢人口普查區（英語：Hoonah-Angoon Census Area）是美國阿拉斯加州東南部的人口普查區，東鄰加拿大卑斯省。面積29,466平方公里。根據美國2000年人口普查，共有人口3,436人。由於無建制，故無治所。
區名來自組成本區的三個城市：斯卡圭、胡納和安貢（三者都是特林吉特語，意思分別是「北風吹的地方」、「崖邊的村莊」和「狹地上的城市」）。